# Dos bombas, un satélite
Dos bombas, un satélite (chino: 两弹一星; pinyin: Liǎngdàn Yīxīng) fue uno de los primeros proyectos nucleares y espaciales de la República Popular China. Dos bombas se refieren a la bomba atómica (y más tarde a la bomba de hidrógeno) y al misil balístico intercontinental, mientras que un satélite se refiere al satélite artificial. China detonó con éxito su primera bomba atómica (Proyecto 596) en 1964, combinándola con misiles de superficie a superficie en 1966, y detonó con éxito su bomba de hidrógeno en 1967. En 1970, China lanzó con éxito su primer satélite al espacio (Dong Fang Hong 1).

## Historia

### Fase temprana

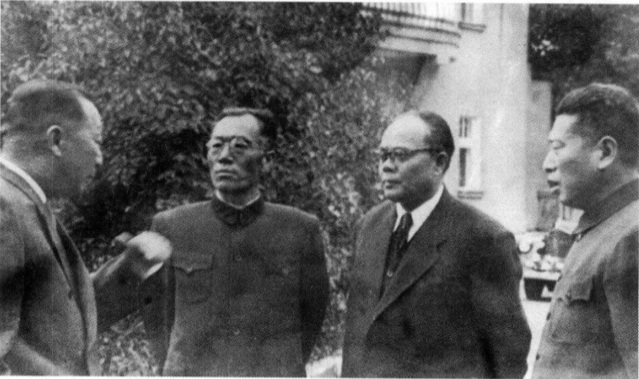
Nie Rongzhen (izquierda) y otros funcionarios chinos en Moscú (1957).

En las décadas de 1940 y 1950, muchos científicos líderes volvieron a China continental, incluidos Qian Xuesen, Deng Jiaxian y Qian Sanqiang. En 1958, Mao Zedong anunció formalmente el desarrollo de bombas nucleares, misiles y satélites.
La Unión Soviética ofreció una asistencia significativa a China, pero después de la "ruptura sino-soviética" a fines de la década de 1950, la parte soviética finalizó su asistencia y retiró a todos sus expertos. Al mismo tiempo, el "Movimiento antiderechista", así como el "Gran Salto Adelante" lanzados por Mao y otros, causaron la muerte de decenas de millones en la "Gran hambruna china". Las dificultades llevaron a un desacuerdo entre altos funcionarios sobre si China debería continuar con el programa "Dos bombas, un satélite". Finalmente, en noviembre de 1962, se estableció un comité central dirigido por Zhou Enlai, Nie Rongzhen y otros, y el proyecto se llevó a cabo.

### Cronología

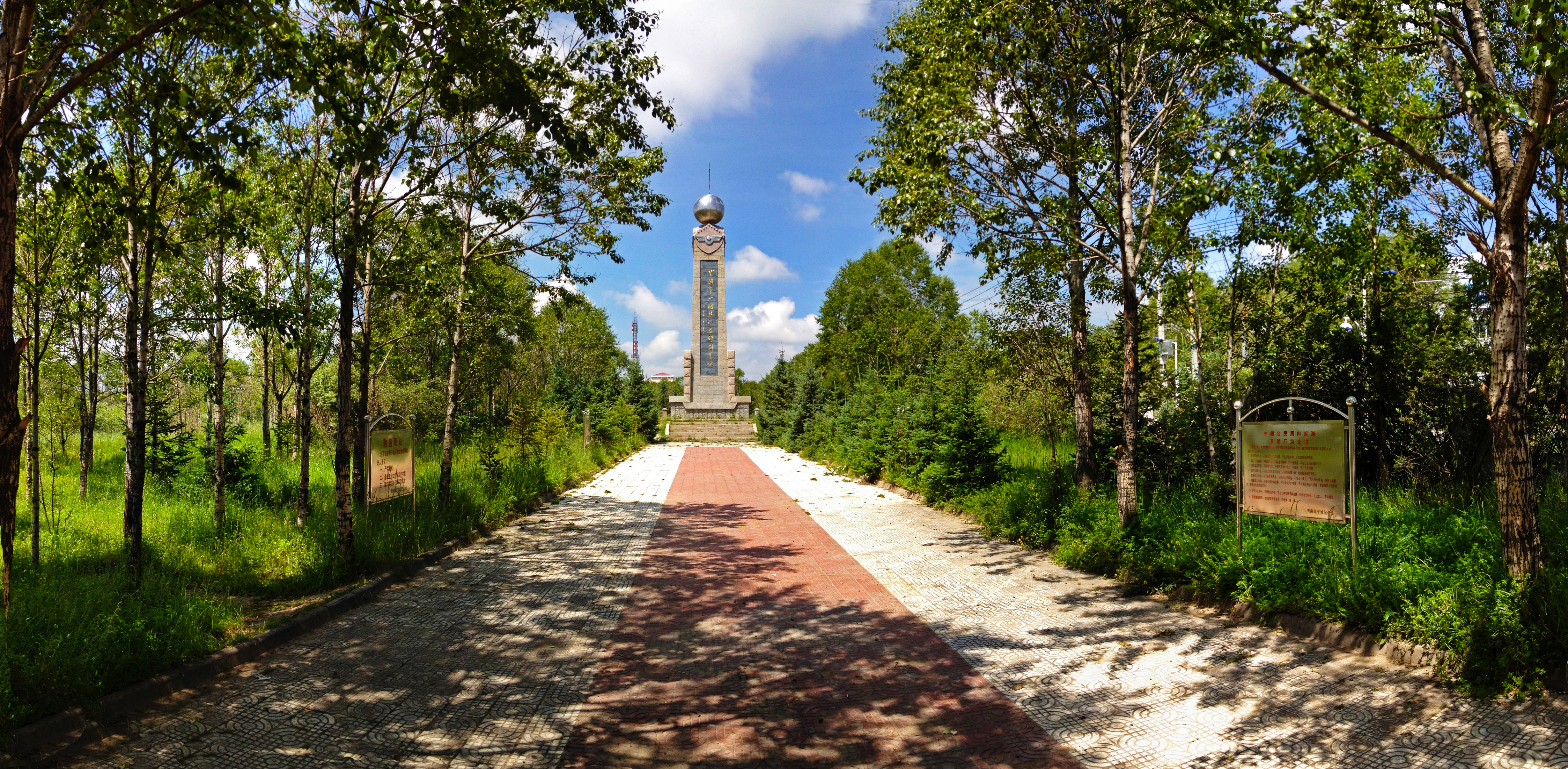
El monumento de la exitosa denotación atómica en Qinghai.

- El 16 de octubre de 1964, la primera bomba atómica de China fue detonada con éxito en Lop Nor (nombre en clave "Proyecto 596"), convirtiendo a China en el quinto país del mundo en poseer armas nucleares.[3]
- El 27 de octubre de 1966, se lanzó y detonó con éxito el primer misil de superficie a superficie (Dongfeng-2) de China que portaba una bomba nuclear.[3][11]
- El 17 de junio de 1967, la primera bomba de hidrógeno de China fue detonada con éxito en Lop Nor (nombre en clave "Prueba Nº 6").[3][12]
- El 24 de abril de 1970, el primer satélite de China (Dong Fang Hong I) fue lanzado con éxito al espacio, convirtiendo a China en la quinta nación en poner en órbita una nave espacial utilizando su propio cohete.[13]

### Interrupción de la revolución cultural

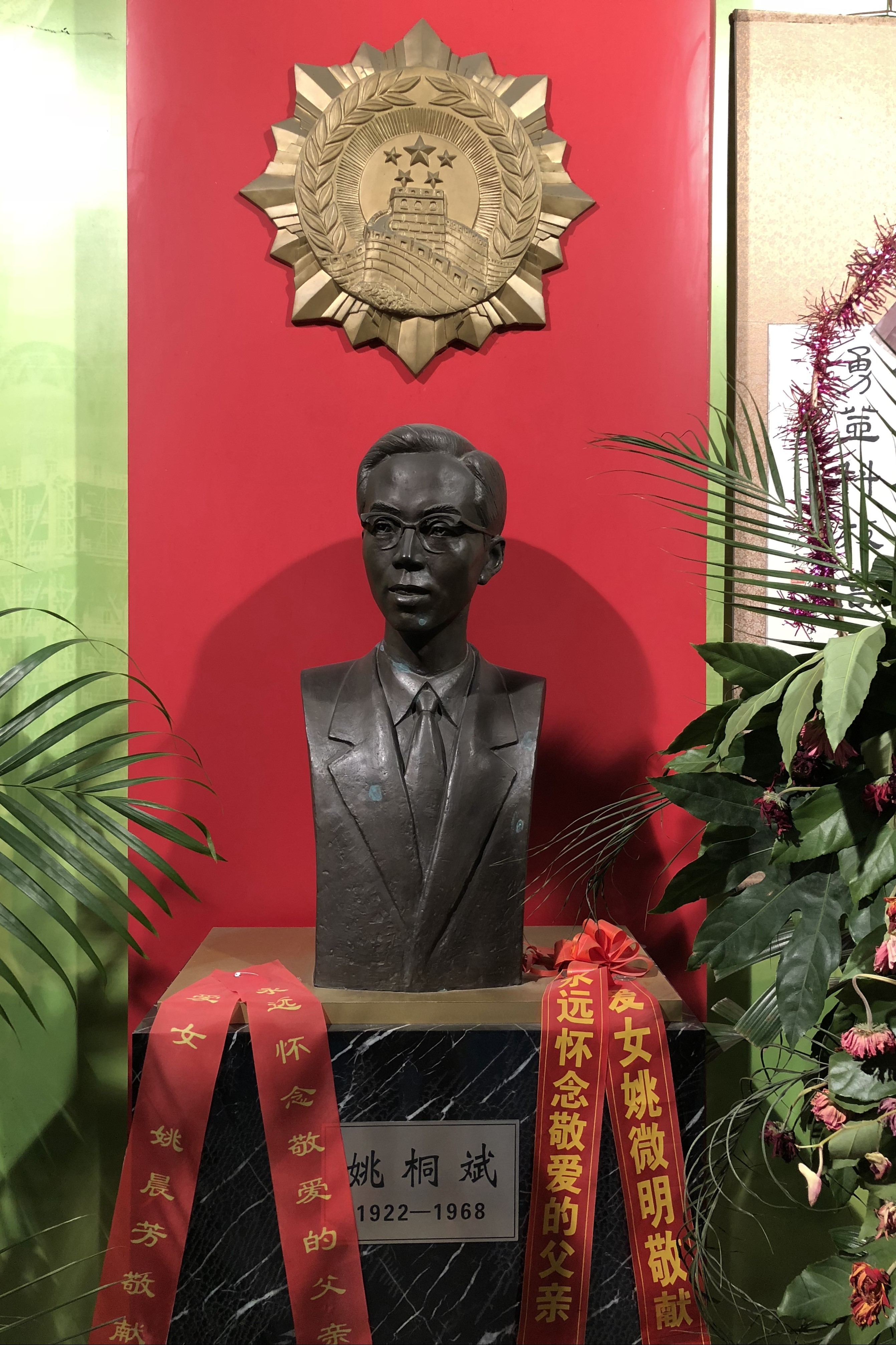
Yao Tongbin, el destacado científico chino de misiles que fue golpeado hasta la muerte durante la Revolución Cultural, fue reconocido como un "mártir" en el período Boluan Fanzheng.

En 1966, Mao lanzó la Revolución Cultural, durante la cual los intelectuales fueron ampliamente perseguidos. En 1968, entre los principales científicos que trabajaron en el programa "Dos bombas, un satélite", Yao Tongbin fue golpeado hasta la muerte y Zhao Jiuzhang se suicidó, mientras que Guo Yonghuai murió en un accidente aéreo.
Hasta septiembre de 1971, más de 4,000 miembros del personal del centro nuclear de China en Qinghai fueron perseguidos; más de 310 de ellos quedaron discapacitados permanentemente, más de 40 personas se suicidaron y cinco fueron ejecutados. Muchos investigadores con formación en el extranjero (especialmente de los Estados Unidos y el Reino Unido) fueron considerados "espías". Solo unos pocos científicos, incluido Qian Xuesen, fueron protegidos en la Revolución debido a una lista especial hecha por el primer ministro Zhou Enlai (aprobado por Mao) en agosto de 1966.

## Rehabilitación y memorial
Después de la Revolución Cultural, Deng Xiaoping se convirtió en el nuevo líder supremo de China y comenzó el programa "Boluan Fanzheng". Científicos e intelectuales fueron rehabilitados y, en particular, Yao Tongbin fue honrado como "mártir". Deng enfatizó que se debe respetar el conocimiento y las personas talentosas, y se debe oponer el pensamiento equivocado de faltarle el respeto a los intelectuales.
En 1986, cuatro científicos líderes que habían trabajado en el programa "Dos bombas, un satélite" le propusieron a Deng que China debe estimular el desarrollo de tecnologías avanzadas. Tras la aprobación de Deng, se lanzó el "Programa 863".
En 1999, veintitrés científicos que habían hecho contribuciones significativas en el programa "Dos bombas, un satélite" recibieron el Premio al Logro (chino: “两弹一星”功勋奖章).